# Hans Olsson (kanotist)
Hans Olsson, född den 18 december 1964 i Västra Frölunda, Sverige, är en svensk kanotist.
Han tog bland annat VM-silver i K-2 10000 meter i samband med sprintvärldsmästerskapen i kanotsport 1993 i Köpenhamn.
Olsson är Stor grabb nummer 104 på Svenska Kanotförbundets lista över mottagare för utmärkelsen Stor kanotist.